# ميلان بيلكي
ميلان بيلكي هو لاعب كرة قدم صربي في مركز الهجوم، ولد في 29 أغسطس 1977 في Odžaci ‏ في صربيا. شارك مع منتخب صربيا لكرة القدم. أما مع النوادي، فقد لعب مع أنورثوسيس فاماغوستا ونادي أو إف كيه بيوغراد ونادي فويفودينا ونادي نورنبرغ ونيا سلاميس فاماغوستا.

## وصلات خارجية
- ميلان بيلكي على موقع قاعدة بيانات كرة القدم.إي يو (الإنجليزية)
- ميلان بيلكي على موقع بيانات كرة القدم. دي إي (الألمانية)
- ميلان بيلكي على موقع Soccerway.com (الإنجليزية)
- ميلان بيلكي على موقع عالم كرة القدم.نت (الإنجليزية)